# 馬幼漁
马幼渔（1878年—1945年），本名裕藻，字幼渔，浙江省鄞县邱隘（今属宁波市鄞州区）人。音韵学家、文字学家。
1903年，與妻陳德馨皆考取官費留學日本。畢業於日本早稻田大學、 東京帝國大學，曾師從章太炎學習文字音韻學。曾任教北京大学国文系，曾任北京大学国文系主任长达十四年，其间被戏称作“好好先生”。有弟国学大师马衡和前香港大学中文系主任马鉴。北京大學有五馬，即五位親兄弟，分別是馬裕藻、馬衡、馬鑒、馬准和馬廉。儿子马巽（字巽伯），是知名学者，曾任宋庆龄秘书。女兒馬珏是北大校花，兩度登上《北洋畫報》封面，另一個女兒馬琰也是北大校花。

## 生平
1905年，获选浙江省公费留学日本。曾师从章太炎学习文字学、音韵学。1911年，回国，任浙江省教育司视学。1913年至1937年，任教于北京大学国文系，先后担任国文系教授，国文系系主任。主持北大国文系其间，努力调和新旧二派。曾聘请鲁迅等名家来北大任教。教授中國文學聲韻概要與經學史。並与鲁迅、许寿裳、朱希祖等学者提出注音字母，1918年由北洋政府颁行。

## 评论
- “北大国文学系之负盛名，他实在是首创的开国元勋”。[1]